# Palazzo della società Buonarroti-Carpaccio-Giotto
Il Palazzo della società Buonarroti-Carpaccio-Giotto è un grande edificio residenziale realizzato fra il 1926 e il 1930 su progetto dell'architetto Piero Portaluppi (1888-1967) e sito a Milano lungo corso Venezia, di fronte ai giardini pubblici Indro Montanelli, nel centro della città.

## Storia e descrizione
Il palazzo, avente una pianta a U e organizzato attorno a due corpi simmetrici e contrapposti, è caratterizzato da un'imponente architettura, su cui spicca dal grande arco a tutto sesto che è l'ingresso di un passaggio coperto che attraversa il suo interno. L'edificio ospita attività commerciali al piano terreno, uffici nel primo piano e residenze di lusso nei piani superiori. In totale il palazzo si erge per sette piani. Nell'ultimo piano è presente una vasta terrazza. La facciata principale è caratterizzata dalla presenza di lesene e riquadrature. Le pareti esterne dell'edificio sono arricchite da decorazioni, come colonne di ordine dorico, cornici, statue. Lo stile architettonico è secessionista e Art déco. L'edificio fui commissionato dalla Società Buonarroti-Carpaccio-Giotto, da cui il nome del palazzo.